# دايفيد كير
دايفيد كير (بالإنجليزية: David Kerr)‏ هو مخرج بريطاني، ولد في 3 سبتمبر 1967 في بلفاست في المملكة المتحدة.

## وصلات خارجية
- دايفيد كير على موقع IMDb (الإنجليزية)
- دايفيد كير على موقع ميوزك برينز (الإنجليزية)
- دايفيد كير على موقع قاعدة بيانات الفيلم (الإنجليزية)